# Joseph Hergenröther
Joseph Hergenröther (Würzburg, 1824. szeptember 15. – Mehrerau (Bregenz mellett), 1890. október 3.) német katolikus egyháztörténetíró, bíboros.

## Élete
Tanulmányait Rómában végezte, ahol 1848-ban áldozárrá szentelték és 1850-ben hittudor lett. Rövid ideig segédlelkészkedett, 1851-ben a müncheni egyetemen magántanár, 1852-ben a würzburgi egyetemen az egyházi jog és történelem rendes tanára lett. 1868-ban Rómába hivatott, hogy a vatikáni zsinat előmunkálataiban résztvegyen. Kiváló irodalmi munkássága folytán 1879-ben bíbornok és a szentszéknek levéltárosa lett Rómában. Művei közül a nevezetesebbek: Anti-Janus (Freiburg, 1870), melyben a pápai csalhatatlanság mellett szállt sikra; Der Kirchenstaat seit der farnzösischen Revolution (uo. 1860); Photius, Patriarch von Konstantinopel (3 kötet, 1867–69); Katolische Kirche und christlicher Staat etc. (1872, 1874); Handbuch der allgemeinen Kirchengeschichte (3 kötet, 1877–78, 1884) stb.